# ピクノ
ピクノ (PICNO) とは、1992年に発売されたコナミの電子知育玩具である。
後に発売されたセガ・エンタープライゼスのキッズコンピュータ・ピコなどと共に、電子機器によるエデュテインメントの市場を創造した。

## ソフト一覧
- RX101 SAVE CARD
- RX102 モンタージュ
- RX103 ふしぎの国のアリス
- RX105 PICNO de ABC
- RX106 アニメ絵日記
- RX107 PICNO de あいうえお
- RX108 PICNO de 123
- RX109 ピクノアートパズル
- RX110 リアルモンタージュ
- RX111 きいろい恐竜くん パラサのオバケ退治 - パラサ&ディンキーダイノス
- RX112 アニメボックス
- RX113 PICNO de にほんちず
- RX115 どっきん心理ゲーム
- RX116 漢字倶楽部
- RX117 PICNO de 九九
- RX118 しらゆきひめ物語
- RX119 ノンタンといっしょ アニメスタンプ
- RX120 マンフィーのふしぎなぼうけん
- RX121 ハローキティの英会話
- RX122 そんごくうの冒険
- RX123 シンデレラ物語
- RX124 ちびまる子ちゃんのたしざんひきざん

## 書籍
- ピクノ公式ガイド 天才おえかきブック